# EC Taubaté
EC Taubaté is een Braziliaanse voetbalclub uit Taubaté, in de deelstaat São Paulo.

## Geschiedenis
De club werd opgericht in november 1914. De eerste officiële wedstrijd werd gespeeld op 25 december 1914 tegen traditieclub AA das Palmeiras uit de staatshoofdstad en werd verloren met 1-6. In 1919 nam de club deel aan de eerste editie van het Campeonato Paulista do Interior, een competitie voor kleinere clubs uit de staat. De club bereikte meteen de finale, die ze wonnen met 3-1 van Comercial. In 1927 zou de club aanvankelijk deelnemen aan het Campeonato Paulista, maar uiteindelijk trok de club zich terug.
Vanaf 1947 speelde de club in de tweede klasse van de staatscompetitie. De club werd kampioen in 1954 en promoveerde zo voor het eerst naar de hoogste klasse. De club werd een stevige middenmoter en eindigde enkele keren in de top tien. In 1959 werd de club zevende. Na nog twee plaatsen in de middenmoot werd de club afgetekend laatste in 1962. De club speelde nog tot 1968 in de tweede klasse en speelde daarna terug amateurvoetbal. In 1976 maakte de club zijn rentree. In 1979 werd de club kampioen en promoveerde terug naar de hoogste afdeling. Bij de terugkeer eindigde de club in het eerste toernooi zesde, voor grootmachten als São Paulo en Palmeiras. Hierna speelde de club geen rol van betekenis meer en degradeerde in 1984. In 1993 degradeerde de club verder naar de Série A3 en slaagde er pas in 2003 terug te promoveren. Bij de terugkeer werd de club meteen vicekampioen achter Inter de Limeira, echter promoveerde dat jaar slechts één club. In 2007 volgde een nieuwe degradatie en een jaar later degradeerde de club zelfs naar de vierde klasse. De club kon de afwezigheid wel tot één seizoen beperken. In 2015 bereikte de club de finale van de Série A3 en verloor de heenwedstrijd met 3-0 van Votuporanguense. De situatie leek uitzichtloos, maar de terugwedstrijd werd met 4-0 gewonnen en de club promoveerde weer. Bij de terugkeer in de Série A2 werd de club vijfde en verloor in de tweede ronde van Barretos.

## Erelijst
Campeonato Paulista do Interior
1919, 1926, 1942

## Bekende ex-spelers
- Basílio
- Mirandinha
- Renato
- Rubens Minelli